# Hit-Boy
Hit-Boy, de son vrai nom Chauncey Hollis, né le 21 mai 1987 à Fontana, en Californie, est un producteur de musique et rappeur américain. Anciennement signé au label GOOD Music, il travaille désormais sur Interscope Records et fonde sa propre structure, Hits Since '87.

## Biographie
Chauncey Hollis Jr. est né le 21 mai 1987 à Fontana, dans l’État de Californie. Il est le fils de Chauncey Hollis Sr. et Tanisha Benford. Il est le neveu de Rodney Benford, membre du groupe Troop. À 16 ans, il crée son compte MySpace et se fait notamment repérer par Polow da Don. En 2007, il collabore avec des artistes du label Zone 4 de Polow da Don. En 2010, il travaille avec Kanye West pour le titre Christmas in Harlem, dévoilé durant les G.O.O.D. Fridays.
Le 2 mai 2011, Hollis signe un contrat comme producteur pour le label GOOD Music de Kanye West. Il coproduit ensuite le single Niggas in Paris, extrait de l'album Watch the Throne de Jay-Z et Kanye West. Il compose également les singles Goldie et 1 Train d'ASAP Rocky. Le 7 juin 2012, il publie son premier single solo comme rappeur, Jay-Z Interview, produit par Bink. Il apparaît également sur une mixtape de CyHi The Prynce. Le 23 décembre 2012, il signe sur Interscope Records. Le 23 janvier 2013, il crée son propre label, Hits Since '87, avec le soutien d'Interscope. Le 29 juin 2013, il est annoncé que Hit-Boy n'est plus signé chez GOOD Music, mais qu'il reste en bons termes avec le label.
En 2020, il produit l'intégralité de l'album King's Disease de Nas.

## Discographie

### Mixtapes
| Titre                                | Détails                                                                              |
| ------------------------------------ | ------------------------------------------------------------------------------------ |
| A Hit-Boy Christmas                  | - Sortie : 24 décembre 2010 - Label: HS87 - Format : téléchargement                  |
| Love Notes                           | - Sortie : 14 février 2011 - Label : HS87 - Format : téléchargement                  |
| HITstory                             | - Sortie : 7 août 2012 - Label : GOOD Music, HS87 - Format : téléchargement          |
| All I've Ever Dreamed Of (with HS87) | - Sortie : 12 mars 2013 - Label : Interscope Records, HS87 - Format : téléchargement |

### Apparitions
| Titre                    | Année | Autre artiste(s)                                               | Album                                              |
| ------------------------ | ----- | -------------------------------------------------------------- | -------------------------------------------------- |
| Entourage                | 2012  | Cyhi the Prynce                                                | Ivy League Club                                    |
| All Good                 | 2012  | D-Why                                                          | Don't Flatter Yourself                             |
| The Long Way             | 2012  | Audio Push                                                     |                                                    |
| Them Niggas              | 2012  | Audio Push                                                     | Inland Empire                                      |
| The Right One            | 2012  | Wale                                                           | Folarin                                            |
| Do Me Now                | 2013  | K. Roosevelt                                                   | RoseGold                                           |
| Scream and Shout (Remix) | 2013  | will.i.am, Britney Spears, Waka Flocka Flame, Lil Wayne, Diddy | #willpower                                         |
| Joy                      | 2013  | Ryan McDermott                                                 | Ryan vs. the Sandman: The Tale of the Sleepwalkers |
| Feel It                  | 2013  | Deezo, Problem                                                 | Ten10Eighty7                                       |
| Funeral Season           | 2013  | Statik Selektah, Styles P, Bun B                               | Extended Play                                      |

### Production
| Titre                       | Année | Interprète(s)                                                                                            | Autre(s) producteur(s)                            | Album                                                          |
| --------------------------- | ----- | --- | ------------------------------------------------- | -------------------------------------------------------------- |
| Forever                     | 2007  | Jennifer Lopez                                                                                           | The Clutch, Cory Rooney                           | Brave                                                          |
| I Know Why                  | 2007  | Gucci Mane, Pimp C, Rich Boy, Blaze-1                                                                    | Butta, Polow da Don, Rio the Superproducer        | Back to the Trap House                                         |
| Why Did You Leave Me        | 2008  | Snoop Dogg                                                                                               | Polow da Don                                      | Ego Trippin'                                                   |
| Pricele$$                   | 2008  | Flo Rida, Birdman                                                                                        | Chase N. Cashe                                    | Mail on Sunday                                                 |
| Kitty Kat                   | 2008  | G-Unit                                                                                                   | -                                                 | Terminate on Sight                                             |
| Love the Way You Love Me    | 2008  | The Pussycat Dolls                                                                                       | Chase N. Cashe, Kara DioGuardi                    | Doll Domination                                                |
| Fire                        | 2008  | Missy Elliott, T-Pain                                                                                    | T-Pain                                            | Block Party                                                    |
| 1st and Love                | 2008  | Brandy                                                                                                   | Chase N. Cashe                                    | Human                                                          |
| Stronger                    | 2009  | Mary J. Blige                                                                                            | Polow da Don                                      | Bande originale de More Than a Game et Stronger with Each Tear |
| Drop the World              | 2010  | Lil Wayne, Eminem                                                                                        | Chase N. Cashe                                    | Rebirth                                                        |
| The Sellout                 | 2010  | Macy Gray                                                                                                | Chase N. Cashe                                    | The Sellout                                                    |
| On and On                   | 2010  | Macy Gray                                                                                                | Don Cannon                                        | The Sellout                                                    |
| Take It Back                | 2010  | Clyde McKnight                                                                                           | -                                                 | Animated                                                       |
| If I Ever                   | 2010  | Kent Money                                                                                               | -                                                 | Becoming                                                       |
| Wish I Would've Known       | 2010  | Kent Money, TY$L                                                                                         | M3rge                                             | Becoming                                                       |
| Rollin                      | 2010  | Kent Money, Hit-Boy                                                                                      | -                                                 | Becoming                                                       |
| Did You Hear                | 2010  | Kent Money                                                                                               | -                                                 | Becoming                                                       |
| Alright                     | 2010  | Kent Money, TY$L                                                                                         | -                                                 | Becoming                                                       |
| Hey                         | 2010  | Kent Money                                                                                               | -                                                 | Becoming                                                       |
| Christmas in Harlem         | 2010  | Kanye West, Cam'ron, Jim Jones, Vado, CyHi the Prynce, Pusha T, Musiq Soulchild, Teyana Taylor, Big Sean | -                                                 | GOOD Fridays                                                   |
| Gone                        | 2011  | Jennifer Hudson                                                                                          | Polow da Don                                      | I Remember Me                                                  |
| Say So                      | 2011  | H.O.P.E. Wright, Kevin Cossom                                                                            | -                                                 | Believe In HOPE Wright                                         |
| My Cool                     | 2011  | H.O.P.E. Wright                                                                                          |                                                   | Believe In HOPE Wright                                         |
| CDC                         | 2011  | Dom Kennedy, Casey Veggies, cARTer                                                                       | -                                                 | The Original Dom Kennedy                                       |
| Lay It on Me                | 2011  | Kelly Rowland, Big Sean                                                                                  | none                                              | Here I Am                                                      |
| Outfit                      | 2011  | Bobby V, Cyhi the Prynce                                                                                 | B.Carr                                            | Fly on the Wall                                                |
| Uptown 81                   | 2011  | Smoke DZA, Kendrick Lamar, Mara Hruby                                                                    | -                                                 | T.H.C (The Hustler’s Catalog)                                  |
| I Be Over Shit              | 2011  | Casey Veggies                                                                                            | -                                                 | Sleeping in Class: Deluxe Edition                              |
| Niggas in Paris             | 2011  | Jay-Z, Kanye West                                                                                        | Kanye West, Mike Dean, Anthony Kilhoffer          | Watch the Throne                                               |
| The Good, the Bad, the Ugly | 2011  | Game | -                                                 | The R.E.D. Album                                               |
| Lighthouse                  | 2011  | Joe Jonas                                                                                                | -                                                 | Fastlife                                                       |
| My God                      | 2011  | Pusha T                                                                                                  | Deezy                                             | Fear of God II: Let Us Pray                                    |
| Watch n' Learn              | 2011  | Rihanna                                                                                                  | none                                              | Talk That Talk                                                 |
| Harry Potter                | 2012  | T.I., D.O.P.E.                                                                                           | -                                                 | Fuck da City Up                                                |
| Come on a Cone              | 2012  | Nicki Minaj                                                                                              | -                                                 | Pink Friday: Roman Reloaded                                    |
| I Am Your Leader            | 2012  | Nicki Minaj, Rick Ross, Cam'ron                                                                          | -                                                 | Pink Friday: Roman Reloaded                                    |
| I Know You Missed It        | 2012  | The World Famous Tony Williams, John Legend                                                              | -                                                 | King or the Fool                                               |
| DUI                         | 2012  | Teyana Taylor, Fabolous, Jadakiss                                                                        | -                                                 | The Misunderstanding of Teyana Taylor                          |
| Complicated                 | 2012  | Teyana Taylor                                                                                            | -                                                 | The Misunderstanding of Teyana Taylor                          |
| You Know                    | 2012  | Teyana Taylor                                                                                            | -                                                 | The Misunderstanding of Teyana Taylor                          |
| Choosin'                    | 2012  | Teyana Taylor, Travis Porter                                                                             | -                                                 | The Misunderstanding of Teyana Taylor                          |
| Off That Liquor             | 2012  | Chris Brown                                                                                              | -                                                 | -                                                              |
| Right Here                  | 2012  | Justin Bieber, Drake                                                                                     | -                                                 | Believe                                                        |
| Don't Stop                  | 2012  | Clyde McKnight                                                                                           | -                                                 | Clyde McKnight... The Bachelor                                 |
| HITstory                    | 2012  | Hit-Boy                                                                                                  | Hanine                                            | HITstory                                                       |
| Brake Lights                | 2012  | Hit-Boy                                                                                                  | -                                                 | HITstory                                                       |
| Option                      | 2012  | Hit-Boy, Big Sean                                                                                        | Rey Reel                                          | HITstory                                                       |
| Old School Caddy            | 2012  | Hit-Boy, Kid Cudi                                                                                        | -                                                 | HITstory                                                       |
| Fan                         | 2012  | Hit-Boy                                                                                                  | -                                                 | HITstory                                                       |
| She Belongs to the City     | 2012  | Hit-Boy                                                                                                  | -                                                 | HITstory                                                       |
| Running in Place'           | 2012  | Hit-Boy, Stacy Barthe                                                                                    | -                                                 | HITstory                                                       |
| Cousin Harold               | 2012  | Two-9, Reese, JesusMunchies, Curtis Williams                                                             | -                                                 | Forever                                                        |
| Ballad of an Asshole        | 2012  | D-WHY | -                                                 | Don't Flatter Yourself                                         |
| Trade It All                | 2012  | YP | -                                                 | No Doz                                                         |
| I Wish You Would            | 2012  | DJ Khaled, Kanye West, Rick Ross                                                                         | -                                                 | Kiss the Ring                                                  |
| Where Sinners Dwell         | 2012  | Slaughterhouse                                                                                           | -                                                 | On the House                                                   |
| Coffin                      | 2012  | Slaughterhouse, Busta Rhymes                                                                             | -                                                 | Welcome to: Our House                                          |
| Once Bitten, Twice Shy      | 2012  | Big Sean                                                                                                 | -                                                 | Detroit (mixtape)                                              |
| Clique                      | 2012  | Kanye West, Jay-Z, Big Sean                                                                              | Kanye West, Anthony Kilhoffer, Noah Goldstein     | Cruel Summer                                                   |
| Cold                        | 2012  | Kanye West, DJ Khaled                                                                                    | -                                                 | Cruel Summer                                                   |
| Higher                      | 2012  | The-Dream, Pusha T, Mase, Cocaine 80s                                                                    | Kanye West, Mike Dean                             | Cruel Summer                                                   |
| My Way                      | 2012  | DJ Drama, Common, Lloyd, Kendrick Lamar                                                                  | -                                                 | Quality Street Music                                           |
| Backseat Freestyle          | 2012  | Kendrick Lamar                                                                                           | -                                                 | Good Kid, M.A.A.D City                                         |
| Cream                       | 2012  | PBZ | -                                                 | The Big 3                                                      |
| Wonder                      | 2012  | Keyshia Cole                                                                                             | -                                                 | Woman to Woman                                                 |
| Goldie                      | 2013  | ASAP Rocky                                                                                               | -                                                 | Long. Live. ASAP                                               |
| 1Train                      | 2013  | ASAP Rocky, Kendrick Lamar, Joey Badass, Yelawolf, Danny Brown, Action Bronson, Big K.R.I.T.             | -                                                 | Long. Live. ASAP                                               |
| Scream and Shout (Remix)    | 2013  | will.i.am, Britney Spears, Lil Wayne, Waka Flocka Flame, Hit-Boy, Diddy                                  | -                                                 | -                                                              |
| Bow Down / I Been On        | 2013  | Beyoncé                                                                                                  | Polow da Don, Timbaland, Planet VI, Sonny Digital | -                                                              |
| Red Eye                     | 2013  | Kid Cudi, Haim                                                                                           | Kid Cudi                                          | Indicud                                                        |
| Lay Up                      | 2013  | Funkmaster Flex, Hit-Boy, Audio Push                                                                     | -                                                 | Who You Mad At? Me Or Yourself?                                |
| Point Of Impact             | 2013  | K. Roosevelt                                                                                             | K. Roosevelt                                      | RoseGold                                                       |
| Somewhere in America        | 2013  | Jay-Z | Mike Dean                                         | Magna Carta... Holy Grail                                      |
| XO                          | 2013  | Beyoncé Knowles                                                                                          | Ryan Tedder, The-Dream, Beyoncé                   | Beyoncé                                                        |
| Flawless                    | 2013  | Beyoncé Knowles                                                                                          | Rey Reel, Beyoncé                                 | Beyoncé                                                        |
| Nowhere Fast                | 2017  | Eminem, Kehlani                                                                                          | Rock Mafia                                        | Revival                                                        |